# 林優大
林 優大（はやし ゆうと、2003年3月23日 - ）は、日本の俳優、声優。千葉県出身。アミューズ所属。

## 人物
2021年、JUNON×AMUSE アイドルオーディション「あなたの推しを教えてください ＃推しエール」STATION IDOL LATCH!賞を受賞。同じ賞を受賞した岩崎友泰とは、地元が近くバイト先が一緒だった。
特技：サッカー
趣味：アニメ・映画鑑賞・筋トレ。

## 出演

### テレビドラマ
- 君には届かない。 第4話・第5話（2023年10月17日・24日、TBS）- 井村 役
- オシドラサタデー「東京タワー」第5話 -
- あらばしり 第9話・第10話（2025年3月7日・14日、読売テレビ） - サチヤ 役[4]
- PJ 〜航空救難団〜 最終話（2025年6月19日、テレビ朝日） - 救難教育隊66期生 役
- 僕達はまだその星の校則を知らない 第3話（2025年7月28日、関西テレビ・フジテレビ） - 阿川啓二 役[5]

### 配信ドラマ
- 東京タワー アナザーストーリー 第2話・高校生編

### その他
- STATION IDOL LATCH! - 渋谷駅・蜂谷 恒星 役[6]
- アミューズメント施設 アピナ ブランディングムービー『最後の試合』編（2024年[7]）